# 伯利恆 (康乃狄克州)
伯利恆（英語：Bethlehem）是一個位於美國康乃狄克州利奇菲爾德縣的城鎮。

## 地理
伯利恆的座標為41°38′21″N 73°12′31″W / 41.63917°N 73.20861°W，而該地的平均海拔高度為272米（即860英尺）。

## 人口
根據2010年美國人口普查的數據，伯利恆的面積為51.00平方千米，當中陸地面積為50.10平方千米，而水域面積為0.90平方千米。當地共有人口3,596人，而人口密度為每平方千米70人。